# Trate-me Leão
Trate-me Leão foi a terceira peça de teatro do grupo Asdrúbal Trouxe o Trombone. A peça foi o trabalho de maior êxito do grupo e abordava problemas, vivências e cotidiano da juventude do Rio de Janeiro. A peça surpreendeu pela inovação da linguagem, com base na experiência dos atores e criação coletiva, onde eram comuns as improvisações. A criação coletiva não ocorreu apenas do texto, mas em todo o espetáculo, com integrantes e atores assumindo funções artísticas e de produção.
Trate-me Leão tinha uma narrativa não linear, caracterizada por cenas com desenvolvimento e desfecho diferentes. A teatralização do cotidiano ocorria em um palco sem móveis, com tapumes ao fundo. Os atores realizavam a composição dinâmica dos ambientes, onde o público pudesse interpretar paredes, portas ou cenários imagináveis ao longo da peça.
Nos espetáculos anteriores de O Inspetor Geral (1974) e Ubu Rei (1975), Hamilton Vaz Pereira e os atores já utilizavam a irreverência para recriar textos clássicos. Já em Trate-me Leão, o grupo falava sobre o cotidiano de uma jovem geração. Para criar a história e as situações dramáticas, o elenco tomou como centro de investigação sua própria vivência. Ainda assim, a influência da dramaturgia clássica era constante em algumas cenas, a exemplo da adaptação de falas de Pequenos Burgueses de Máximo Gorki. 
A peça chegou a ser censurada algumas vezes durante seu ensaio, porém o grupo foi modificando o texto ao longo do processo de criação. A quantidade de informações e referências no espetáculo provavelmente representou um desafio à Censura Federal, que ao final do processo de avaliação cortou apenas alguns detalhes.
Trate-me Leão ficou em cartaz durante o segundo semestre de 1977 e o ano inteiro de 1978, sem subvenção ou patrocínio, apenas com o dinheiro da bilheteria. O último espetáculo ocorreu em 26 de dezembro de 1978 no Morro da Urca.
A peça fez muito sucesso e influenciou muitos jovens e artistas, transformando o cenário cultural brasileiro.

## Atores e Personagens
- Evandro Mesquita / Fernando; Wilson; Maracá; João Carlos; Marquito; Quem Fica; Louie; Evandro Leão
- Fábio Junqueira / Perfeito; Arthur; Plínio; Caíque; César; Charles; Hudson; Caio; José Paulo Leão
- José Paulo Pessoa / Perfeito; Arthur; Plínio; Caíque; César; Charles; Hudson; Caio; José Paulo Leão
- Hamilton Vaz Pereira / Perfeito; Arthur; Plínio; Caíque; César; Charles; Hudson; Caio; José Paulo Leão
- Luiz Fernando Guimarães / Evandro; Jorge Alberto; Cabeça; Conde; Nestor; Daniel; Djamil; Fernando Leão
- Nina de Pádua / Patrícia; A do 910; Luise; Sarita; Virgínia; Luci; Beth; Nina Leão
- Patrícya Travassos / Regina; Gilda; Maria Suely; Alcione; Andréa; Quem Parte; Paula Meleca; Patrícia Leão
- Perfeito Fortuna / José Paulo; Roberto Busqueta; Paulo; Linhares; Dudu; Pedro; Guilherme; Perfeito Leão
- Regina Casé / Nina; Julita; Vanessa; Kátia; Balu; Tereza; Manola; Julinha

Nota: a peça estreou com Fábio Junqueira, o qual foi posteriormente substituído por Hamilton Vaz Pereira e José Paulo Pessoa.

## Ficha Técnica
Créditos na estreia da peça em abril de 1977:
- Texto e direção: Hamilton Vaz Pereira
- Luz: Jorginho de Carvalho
- Cenário: Asdrúbal
- Figurinos: Regina Casé e Patrícya Travassos
- Trilha Sonora: Hamilton Vaz Pereira, Evandro Mesquita, Fábio Junqueira e Kaká Dionísio
- Produção: Paulo Conde, Perfeito Fortuna e Luiz Fernando Guimarães
- Sonoplastia: Kaká Dionísio
- Cartaz: Evandro Mesquita
- Condução: Nina de Pádua
- Divulgação: Ruth Mezek

## Sinopse
Primeiro ato
- 1º bloco – Salve, juventude!

Abordava questões relacionadas a família, apartamento e casa. (tempo aproximado 20 minutos)
- 2º bloco – Sessão doméstica

Temas relacionados ao quarteirão, bairro, esquina mais próxima. (tempo aproximado 25 minutos)
- 3º bloco – Voluntários da Pátria

Escola (tempo aproximado 20 minutos)
- 4º bloco – Ânimos exaltados

Trabalho, escritório, primeiro emprego, sentimento de ganhar algum dinheiro, tristeza e conformação. No fim do primeiro ato, o cenário ia para perto de um buraco do metrô, paisagem comum no Rio de Janeiro daquele momento. O personagem de Perfeito Fortuna cai e morre no buraco do metrô, os personagens vão para o paredão. (tempo aproximado 25 minutos)
Segundo ato
- 5º bloco – Grilos do mato

Natureza, praia, Mauá e campo. Esse bloco quebrava a dramaticidade do 4º bloco. (tempo aproximado 20 minutos)
- 6º bloco – Piraí

O retorno à cidade grande (tempo aproximado 15 minutos)
- 7º bloco – Mocidade independente

Os personagens se reuniam em comunidade em Santa Teresa (tempo aproximado 20 minutos)
- 8º bloco – Trate-me leão

O bloco final ocorria no palco. Os integrantes do grupo assumem que pertencem a uma trupe chamada Asdrúbal Trouxe o Trombone (sem tempo definido). A peça encerrava com a música Sofa #1 de Frank Zappa.

## Histórico de encenações
Após nove meses de ensaios, a peça estreou no Teatro Dulcina (Rio de Janeiro) em 15 de abril de 1977, com público aproximado de 600 pessoas. A peça começou com um público normal, mas que foi crescendo progressivamente com o boca-a-boca e críticas positivas, surgindo convites para apresentação pelo Brasil. 
Logo após a temporada no Dulcina, o grupo partiu para uma turnê em varias cidades no sul do país entre elas Porto Alegre, Santa Maria, Curitiba e Florianópolis. A peça fez um grande sucesso em Porto Alegre, com lotação e muita tietagem. 
Ao chegar em Santa Maria em 7 de setembro de 1977, todos os atores foram presos sob a alegação de porte ilegal de drogas. O grupo ficou aprisionado em um quarto por cerca de dois dias, sendo logo depois liberado e saindo de Santa Maria sem realizar nenhuma apresentação. 
Ainda em 1977, o grupo continuou por Santa Catarina e Paraná, voltando a Porto Alegre em 1978, logo após um intervalo no Rio. Nessa turnê, houve inclusive apresentações em locais predominantemente rurais.
A peça foi remontada no Teatro Ipanema durante o verão de 1978 no inédito horário das 18 horas, ficando em cartaz por três meses de quarta a domingo. Não era incomum os atores irem para a peça direto da praia. Essa temporada fez novamente grande sucesso.
Em seguida, o grupo encenou no Teatro Ruth Escobar em São Paulo lotando a casa de 400 lugares. Em função da grande demanda, o espetáculo foi para o Teatro das Nações com cerca de 700 lugares, obtendo lotação por três ou quatro meses.
Após São Paulo, o grupo seguiu pelo nordeste com apresentações na Bahia, Aracaju, Recife, Fortaleza, Teresina e Nordeste acima. Também marcaram presença em Brasília e Belo Horizonte.
Quando já se achava que o espetáculo havia acabado, o poeta Chacal (namorado de Regina Casé na época) sofreu um sério acidente de carro e precisou de dinheiro para seu tratamento. O grupo Asdrúbal arrecadou fundos com um último espetáculo em 26 de dezembro de 1978 no Noites Cariocas (Morro da Urca).